# Monaka

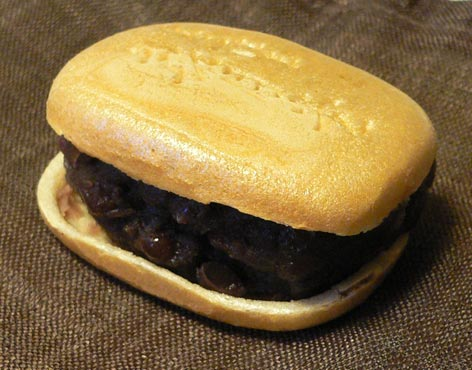
Un tipo de monaka.

El monaka (最中?) es un tipo de wagashi (dulce japonés) hecho con un relleno de judía azuki emparedado entre dos barquillos delgados y crujientes hechos de mochi. Los barquillos pueden ser cuadrados, triangulares o tener formas más elaboradas: flor de cerezo, crisantemo, etcétera. Se sirven con té, y la pasta de azuki también puede incluir semilla de sésamo, nueces y pastel de arroz (mochi). 
Los monakas modernos también pueden ir rellenos de helado.
- Datos: Q971928
- Multimedia: Monaka / Q971928